# Colostygia nubilata
Colostygia nubilata là một loài bướm đêm trong họ Geometridae.